# Hugo Gadd
Hugo Adolf Magnus Christoffer Gadd, född 13 mars 1885 i Malmö, död 13 december 1968 i Stockholm, var en svensk militär.
Hugo Gadd var son till grosshandlaren Christoffer Gadd. Han blev underlöjtnant vid Göta artilleriregemente 1906 och löjtnant där 1912. Gadd genomgick Artilleri- och ingenjörhögskolan 1908–1909 och Krigshögskolan 1913–1914. Han var aspirant vid Generalstaben 1916–1918, utnämndes 1920 till kapten vid Generalstaben, 1928 till major och 1932 till överstelöjtnant där. Åren 1920–1928 var Gadd lärare vid Artilleri- och ingenjörhögskolan, 1925–1932 avdelningschef vid Generalstabens organisationsavdelning och var 1932–1935 souschef i Lantförsvarets kommandoexpedition. År 1935 blev han överste och chef för Wendes artilleriregemente, 1941 ställföreträdande arméfördelningschef vid Första arméfördelningen samt erhöll 1942 den motsvarande posten som ställföreträdande militärbefälhavare i Första militärområdet. Gadd utnämndes 1942 till generalmajor och var 1943–1946 chef för Generalstabskåren och Arméstaben, varefter han erhöll avsked. Han skrev även artiklar i den militära fackpressen. Gadd invaldes 1930 som ledamot av Kungliga Krigsvetenskapsakademien. Han blev riddare av Svärdsorden 1927 och av Nordstjärneorden 1935, kommendör av andra klassen av Svärdsorden 1938 och kommendör av första klassen 1941. Gadd är begravd på Stadskyrkogården i Alingsås.